# Amasya
Amasya (tidigare Amaseia, Amasea eller Amasia, från grekiska Αμάσεια) är en stad i norra Turkiet, och är huvudstad i provinsen Amasya. Amasya hade 90 665 invånare i slutet av 2021. Under antiken var den geografen Strabons hemstad. 

## Historia

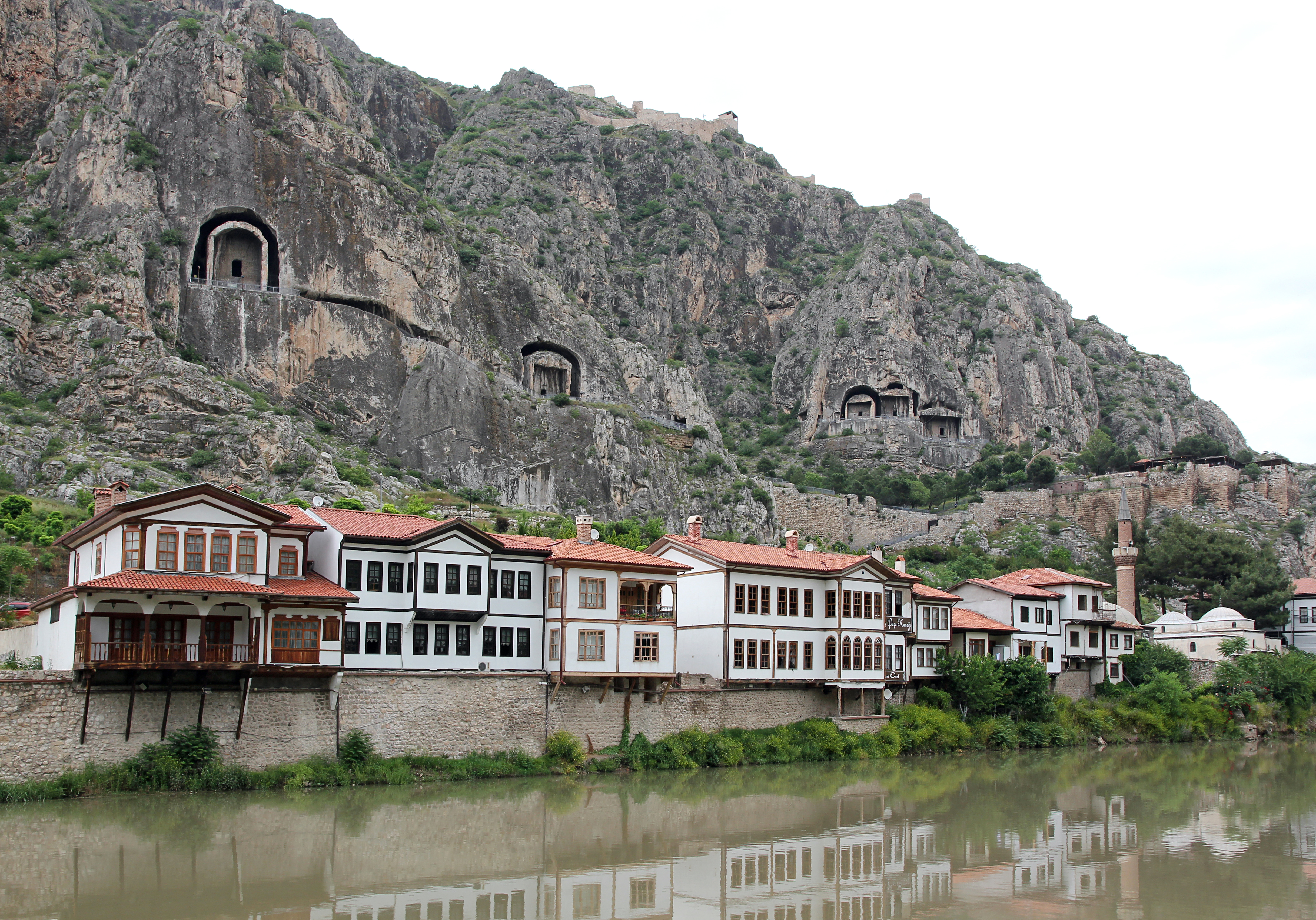
Osmanska hus och en pontisk grav i Amasya.

Stadens historia sträcker sig till hettitisk tid. Från ungefär 300 till 183 f.Kr. var staden huvudstad för kungarna av Pontos och var en av de viktigaste städerna i Mindre Asien; senare flyttades huvudstaden till Sinope då denna låg vid kusten. Amaseia erövrades under det tredje mithridatiska kriget av Lucullus år 70 f.Kr. År 65 eller 64 f.Kr. gjorde Pompejus den till en fri stad och administrativt centrum för hans nya provins Bithynia och Pontus; efter 25 f.Kr. blev den dock underställd provinsen Galatia. Strabon gav den utförligaste beskrivningen av staden som den var under antiken. Under romarna fick den titlarna 'metropolis' och 'första stad' på 100-talet e.Kr., såsom huvudort i provinsen Diospontus eller Helenopontus. Efter att Romerska riket hade delats av kejsar Konstantin I blev staden en del av Östromerska riket, även känt som Bysantinska riket. Under denna tid var staden säte för theman Armeniakon och hade en till största delen grekisktalande befolkning.
Den danischmendiske emiren Malik Ghazi erövrade staden 1075 och den tjänade sedan som de turkmenska danischmendernas första huvudstad innan den annekterades av seldjukhärskaren Qilic Arslan II i slutet av 1100-talet. Efter att den år 1386 blivit införlivad i Osmanska riket under sultan Bayezid I blev den från 1396 herresäte för osmanska prinsar samt ett viktigt anatoliskt lärdomssäte. Åtminstone mot slutet av 1800-talet var Amasya dock en obetydlig osmansk provinsstad. Under det turkiska frihetskriget befann sig Mustafa Kemal (senare känd som Atatürk) i staden den 22 juni 1919 och manade till nationellt motstånd samt kallade till kongressen i Sivas (som hölls 4-12 september). 
Amasya har upplevt många jordbävningar vilka har skadat historiska lämningar så sent som 1939.

## Geografi
Amasya ligger mellan Svarta havet och det inre av Anatolien i ett område med bördiga slätter som bevattnas av floderna Tersakan, Cekerek och Yesil. Staden själv ligger vid floden Yesil, 390 meter över havsnivån. Den ligger i en smal floddal, omgärdad av vertikala klippor och höga bergstoppar. Amasya är känt för sina fruktträdgårdar. Den norra delen av staden förbinds med den mer tätbefolkade södra sidan av fem broar. Ekonomiska aktiviteter i området är bland annat jordbruk, gruvdrift och tillverkning avf textilier och cement. 

## Turism
På klippsidorna över staden finns terrasser där Pontos kungliga palats och uthuggna gravar och minnesmärken för de pontiska kungarna uppfördes. Dessa är upplysta på natten. En befästning (turkiska Kale) som nämns av geografen Strabon och som till stor del ombyggdes på medeltiden ligger i ruiner på utskjutande klippa (Harsene Kalesi) ovanför staden. Staden själv har många historiskt och arkitektoniskt värdefulla byggnader, däribland kanalen Ferhat, den seldjukiska 1200-talsmoskén Burmali, mentalsjukhuset Bimarhane från 1300-talet och men moské från 1400-talet. 
Inne i staden finns välbevarade traditionella turkiska patricierhus. Amasyas arkeologiska museum har i sin samling bland annat mumier av ilkhanhärskarna över staden.